# Wilhelm Steuerwaldt
Wilhelm Steuerwaldt, né à Quedlinbourg (Province de Saxe) le 1er septembre 1815, ville où il est mort le 7 décembre 1871, était un peintre prussien.

## Œuvres
- Klosterruine im Winter, peinture à l'huile, 46 × 51.5 cm.
- Blick aus dem Kreuzgang auf die verschneite Chorruine des Klosters Heisterbach im Siebengebirge (1870), peinture à l'huile, 76 × 87 cm.
- Blick durch das winterliche Stadttor (1856), peinture à l'huile, 41 × 41 cm.
- Ruines de l'abbaye médiévale de Heisterbach (1863), peinture à l'huile, 73 × 81 cm, Musée du Louvre.
- (attribué à Steuerwald) Klosterruine Heisterbach im Schnee. Blick durch den Kreuzgang auf den verfallenen Chorbau, peinture à l'huile, 71 × 81.5 cm.